# Germán Sánchez Flor
Germán Sánchez Flor (Torrevieja, España; 4 de julio de 1989) es un expiloto de automovilismo que en su corta trayectoria, logró ganar las dos categorías de la Fórmula 3 Española. Actualmente es ingeniero mecánico y regenta junto a su familia el karting GoKarts Orihuela Costa.

## Trayectoria
Debutó oficialmente en el karting en 1999, con la experiencia previa adquirida en la pista de Orihuela, se proclamó tres años consecutivos como campeón del Campeonato de Karting de la Región de Murcia en la categoría Cadete y dos en la categoría Junior. En 2002 dio el salto al campeonato de España siendo cuarto y tercero de la Copa de Campeones en la categoría júnior, donde en 2003 fue subcampeón. En 2004 fue noveno tanto en el Campeonato de España Inter-A como en la Copa de Campeones, y en 2005 corrió a nivel internacional quedando decimotercero en la Winter Cup Inter-A, vigesimosegundo en el Trofeo Margutti y decimoquinto en la Wintercup Fórmula en Italia.
Sánchez debutó en los fórmulas con tan solo dieciséis años, cuando participó en el Campeonato de España de F3 de 2006 de la mano de la escudería del Circuit Ricardo Tormo. Al pilotar un Dallara F300, Sánchez también fue elegible para puntuar en la Copa de España secundaria ya que conducía un automóvil más antiguo que la mayoría de los competidores. Sorprendiendo a todos se llevó la Copa de España, ganando siete de las quince carreras, con tres podios. También acumuló diecisiete puntos para el campeonato principal y terminó 13º en la general. Para la temporada 2007, se trasladó a Campos Racing y al campeonato principal. Sánchez terminó cuarto en el campeonato, consiguiendo dos triunfos en el Circuito de Albacete y en el Circuito de Jerez, y dos terceros puestos en Jerez y el Circuit de Catalunya.
En 2009, con un gran esfuerzo económico disputa el campeonato Fórmula 2 aunque finaliza la temporada sin mucho éxito y consiguiendo sólo 2 puntos debido a una gran falta de rendimiento de su monoplaza. Después de finalizar la temporada anuncia en su página web que deja el mundo de la competición.

## Resumen de carrera
| Temporada | Series                                      | Escudería                 | Carreras | Victorias | Poles | VR | Podios | Puntos | Pos. |
| --------- | ------------------------------------------- | ------------------------- | -------- | --------- | ----- | -- | ------ | ------ | ---- |
| 2006      | Campeonato de España de F3                  | Escuela Profiltek-Circuit | 15       | 0         | 0     | 0  | 0      | 17     | 13.º |
| 2006      | Campeonato de España de F3 - Copa de España | Escuela Profiltek-Circuit | 15       | 7         | 3     | ?  | 10     | 107    | 1.º  |
| 2007      | Campeonato de España de F3                  | Campos Racing             | 16       | 2         | 2     | 2  | 4      | 76     | 4.º  |
| 2008      | Campeonato de España de F3                  | Campos Racing             | 17       | 4         | 1     | 4  | 5      | 88     | 1.º  |
| 2009      | Campeonato de Fórmula Dos de la FIA         | MotorSport Vision         | 14       | 0         | 0     | 0  | 0      | 2      | 24.º |
| 2024      | FIA Motorsport Games - Kart Endurance       | Team Spain                |          |           |       |    |        |        | 2.º  |
| Fuente:   |                                             |                           |          |           |       |    |        |        |      |

## Resultados

### Campeonato de Fórmula Dos de la FIA
(Clave) (negrita indica pole position) (cursiva indica vuelta rápida)

| Año  | N.º | 1        | 2        | 3        | 4         | 5        | 6         | 7        | 8         | 9        | 10       | 11        | 12       | 13      | 14      | 15        | 16        | Pos  | Puntos |
| ---- | --- | -------- | -------- | -------- | --------- | -------- | --------- | -------- | --------- | -------- | -------- | --------- | -------- | ------- | ------- | --------- | --------- | ---- | ------ |
| 2009 | 27  | VAL 1 14 | VAL 2 11 | BRN 1 16 | BRN 2 Ret | SPA 1 12 | SPA 2 Ret | BRH 1 17 | BRH 2 Ret | DON 1 12 | DON 2 11 | OSC 1 Ret | OSC 2 16 | IMO 1 8 | IMO 2 8 | CAT 1 DNS | CAT 2 DNS | 24.º | 2      |